# Preemraff Lysekil
Preemraff Lysekil, tidigare Scanraff, är Skandinaviens största oljeraffinaderi, och en av Europas mest moderna anläggningar med kapacitet att raffinera 11,4 miljoner ton råolja/år. Det ligger vid Brofjorden utanför Lysekil på den svenska västkusten. Raffinaderiet ägs av Preem, som även äger Preemraff Göteborg. Preem ägs av saudiern Mohammed Al-Amoudi. Anläggningen är ett så kallat komplext raffinaderi med ett stort antal förädlingsanläggningar. Gasol, propen och tunga eldningsoljor är andra produkter. Preem står för cirka 50 procent av alla raffinerade produkter som säljs i Sverige. Närmare 55 procent av de färdiga produkterna går årligen på export.

## Utsläpp och planerad ut/ombyggnad
Anläggningen rankades 2018 och 2019 som Sveriges tredje största utsläppare av koldioxid från fossila källor för föregående år, med 1,58 miljoner ton koldioxid 2017. Under 2018 ökade utsläppen med ca 116 000 ton. En planerad utbyggnad av verksamheten kan göra Preem till den största utsläpparen av klimatpåverkande gaser i Sverige. För att få tillstånd till utbyggnaden har Länsstyrelsen i Västra Götalands län i ett yttrande till Mark- och miljööverdomstolen rekommenderat att Preemraff ska sänka sina koldioxidutsläpp till noll år 2040.
Länsstyrelsen menar att det skulle bli svårt för Sverige att leva upp till Parisavtalet om ansökan beviljades. Ett av Preems argument för att få bygga ut raffinaderiet är att de skulle släppa ut mindre gaser än om samma tillverkning av bensin och diesel skulle ske på andra jämförbara raffinaderier.
Den 15 juni 2020 meddelade Mark- och miljödomstolen att utbyggnaden av Preemraff kan tillåtas, vilket gav regeringen beslutsrätt i frågan om utbyggnaden eftersom regeringen 2019 valde att ta över ärendet och fatta det slutgiltiga beslutet.
Planeringen och projekteringen för utbyggnad av raffinaderiet i Lysekil lades ned i september 2020, enligt bolagets talesperson på kommersiella grunder. Istället har Preem beslutat att bygga om Preemraff Lysekil till bioraffinaderi.

## Historik

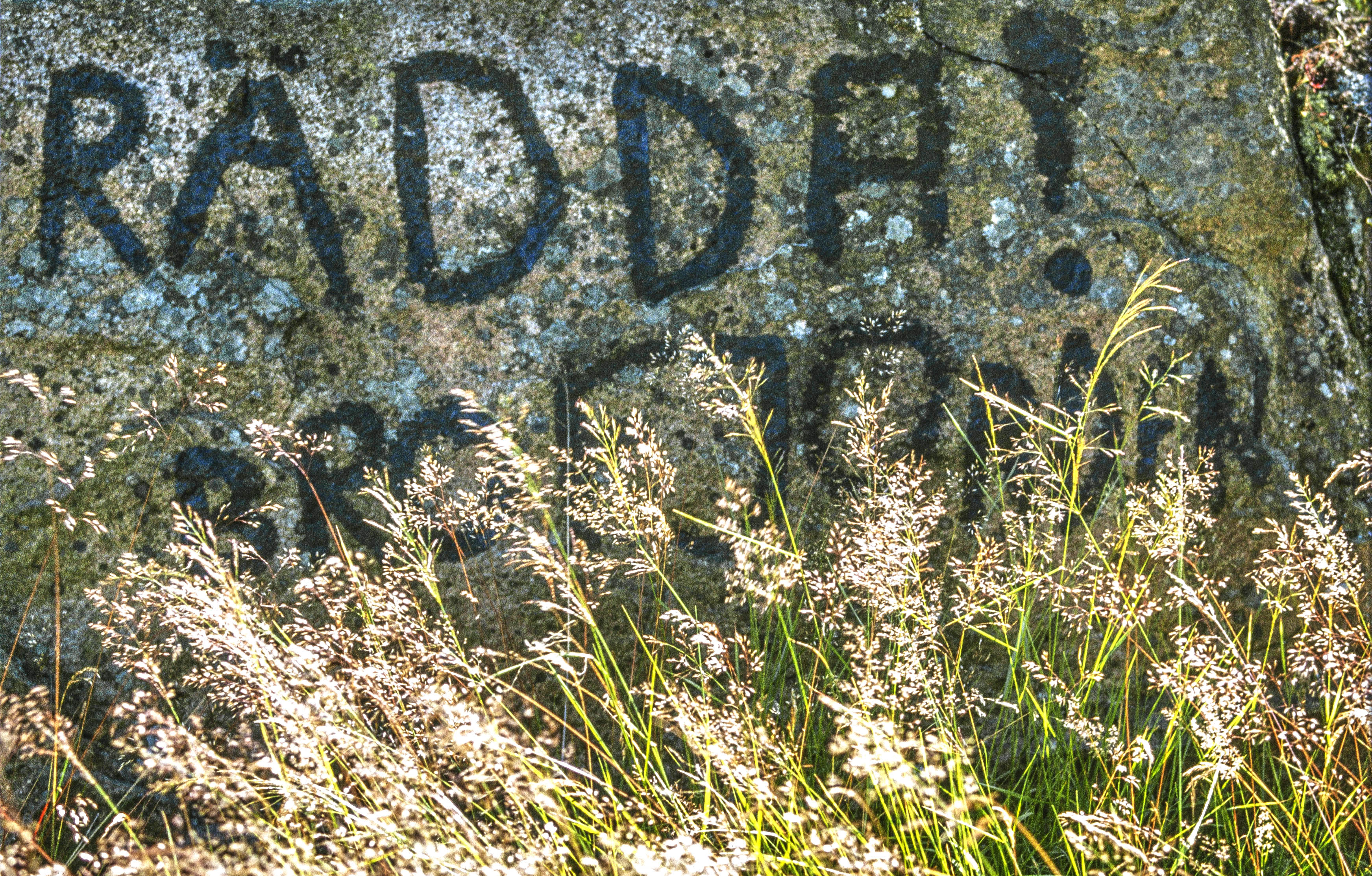
"Rädda Brofjorden" står det på en berghäll i Lahälla som ligger mittemot Preemraff på andra sidan av Brofjorden. Protesterna kan än i dag (2015) ses på berghällarna här och där, men den här bilden togs 1979.

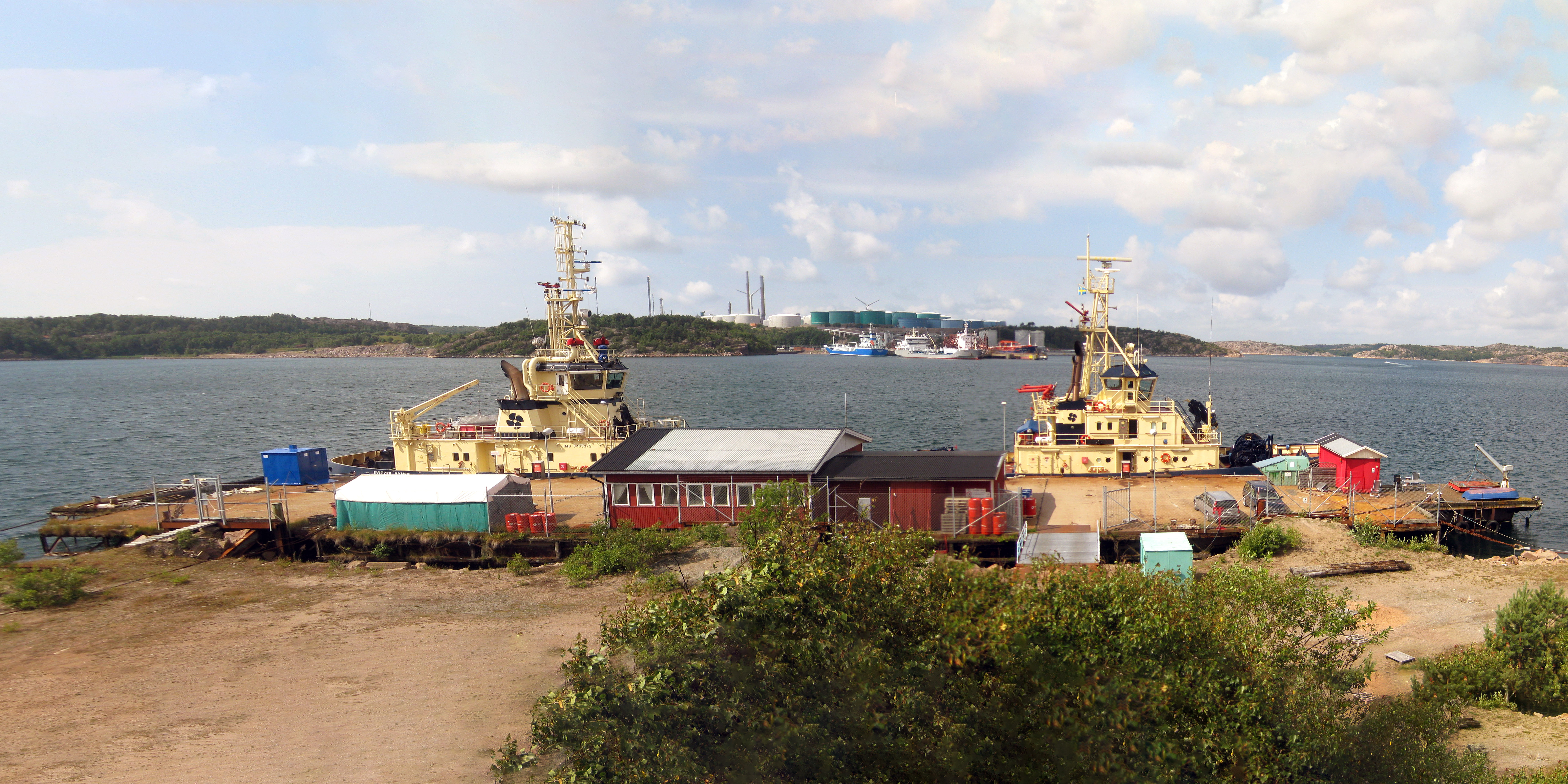
Preemraff syns i bakgrunden mellan bogserbåtarna i Lahälla i Brofjorden 2011. Bogserbåtarna hjälper större fartyg till och från raffinaderiet.

År 1968 ville Oljekonsumenternas förbund (OK) bygga ett nytt raffinaderi på den svenska västkusten. Statens planverk anlitades för att utreda konsekvenserna och föreslå lämpliga placeringar. Tio förslag lämnades, bland annat Väröhalvön, Hisingen och Kode. Valet föll emellertid på Brofjorden, strax norr om Lysekil. Anledningen att raffinaderiet placerades just där är främst att fjorden är bred och djup, och därmed kan hamnen ta emot råoljetankers på uppemot 500 000 ton (drygt 300 meter långa). Det innebär att hamnen kan ta emot världens största tankfartyg.[källa behövs]
Bland annat Naturskyddsföreningen var emot att oljeraffinaderiet skulle placeras i Brofjorden. Opinionen ansåg att en bättre placering hade varit på Hisingen i Göteborg, där det redan fanns ett exploaterat område. Än i dag kan man se rester av protester i form av klotter på berghällarna kring Brofjorden.
År 1970 fick OK klartecken av regeringen och året därpå påbörjades byggandet av vad som fick namnet Skandinaviska Raffinaderi AB eller Scanraff som det kom att kallas. Bland industrianläggningar hörde Scanraff till 1960-talets största projekt för Kooperativa förbundets arkitektkontor och leddes av Joen Sachs 1968–1972. 
Den 29 maj 1975 invigdes raffinaderiet. Scanraff var den dittills största enskilda investeringen i Sverige, med en byggkostnad av 1,47 miljarder kronor i 1975 års prisnivå (8,09 miljarder kronor i 2019 års penningvärde). Satsningen på Scanraff visade sig under 1970-talets oljekris vara lyckad, då ägaren OK med egna tankfartyg och eget raffinaderi kontrollerade alla led från råoljekälla till färdig produkt. Raffinaderiet bytte namn till Preemraff Lysekil år 2003 i samband med att Preem köpte hela raffinaderiet.

### Ägarhistoria
- Vid invigningen 1975 ägdes raffinaderiet tillsammans av OK och Texaco.
- 1980 övertog det statliga Svenska Petroleum AB 14 procent av aktierna i Scanraff. Återstående 86 procent delades lika mellan Oljekonsumenternas förbund (OK) och Texaco.[12]
- 1984 sålde OK 21,5 procent av raffinaderiet och 50 procent av den katalytiska krackern till det norska oljebolaget Norsk Hydro.
- 1986 bildades OK Petroleum AB (OKP) genom att delar av OK slogs ihop med Svenska Petroleum AB.
- 1989 sålde Texaco sedan sin andel av raffinaderiet till OK Petroleum AB, senare Preem.
- Den 17 december 2003 köptes Norsk Hydros 25-procentiga andel i raffinaderiet av Preem, som därmed ägde hela raffinaderiet.

## Utveckling
Från början hade raffinaderiet en kapacitet på 8,3 miljoner ton råolja per år, men endast tillstånd att producera sju miljoner ton. Raffinaderiet var då endast utrustat för att kunna separera råoljan till bensin, diesel, villaolja och tung eldningsolja. Sedan dess har raffinaderiet successivt utvecklats för att kunna framställa fler olika produkter ur råoljan.

### 1980-talet
År 1982 togs en visbreaker (en) i bruk, 1984 en katalytisk kracker och 1988 en mild hydrokracker.

### 1990-talet
När efterfrågan på miljövänligare produkter ökat har man även utvecklat möjligheterna att kunna framställa bland annat lågsvavliga produkter. För detta byggdes en isomeriseringsanläggning 1990 och en SynSat-anläggning 1994. För att möta kravet på bensin med en maximal bensenhalt av 1 procent installerades ett nytt torn 1999 för reducering av bensen.

### 2000-talet
År 2002 togs en propenanläggning i drift. Propen eller polypropylen, som inom andra petrokemiska industrier görs om till plastråvara. 2006 färdigställdes en vätekracker. Projektet kallades Gasoljeprojektet. 3,2 miljarder kronor kostade projektet, som gör det möjligt att producera helt svavelfria fordonsbränslen.

### Framtiden
På grund av att det finns ett betydande dieselunderskott i Europa påbörjades i början av 2000-talet ett projekt på raffinaderiet med syfte att utvinna större andel dieselolja ur den tjockolja som idag blir över efter att man raffinerat råoljan. Projektet skulle bestå i att bygga en coker-anläggning som skulle göra det möjligt att utvinna mer dieselolja. Restprodukten från processen blir petroleumkoks, ett bränsle som används inom cementindustrin och som även det är en bristvara i Europa. Upp till 2000 ton koks per dag skulle kunna produceras och för att exportera detta skulle en ny utlastningshamn för bulkfartyg byggas. Projektet beräknades vara färdigt 2011 och kosta ca 6 miljarder kronor, vilket med omräknat penningvärde kan jämföras med de 6,8 miljarder kronor som hela raffinaderiet kostade att bygga. Först hösten 2008 fick Preem klartecken från Miljööverdomstolen, sedan boende i närheten av raffinaderiet tillsammans med Naturskyddsföreningen överklagat miljödomstolens första beslut.
På grund av finanskrisen och den svenska kronans fallande värde i slutet av 2008 och början av 2009 beslutade man att skjuta upp utbyggnationen på obestämd framtid. Planerna uppgavs dock kunna tas fram igen när den ekonomiska och marknadsmässiga situationen är bättre.

## Raffinaderiet

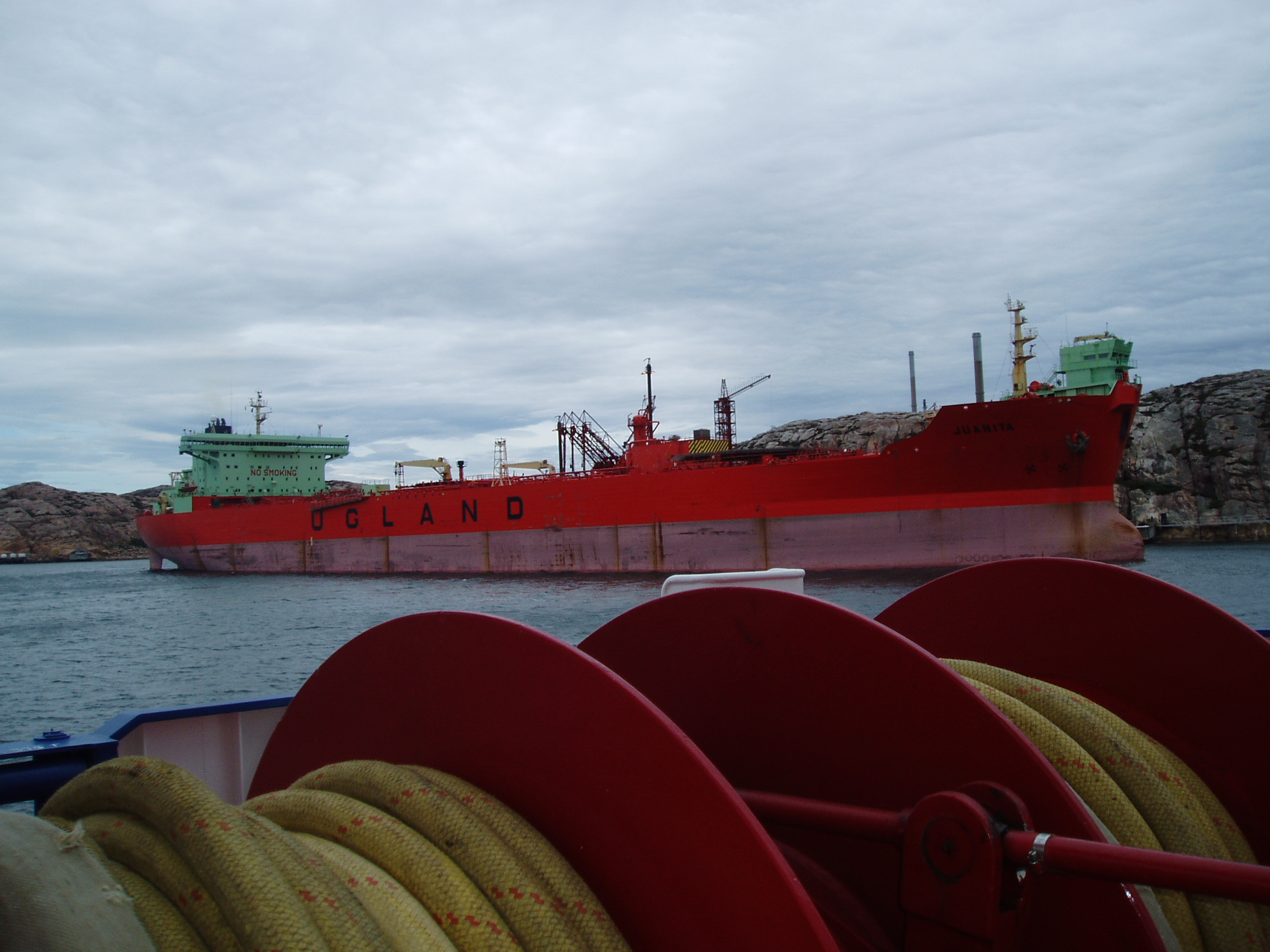
Råoljetanker i Brofjordens råoljehamn.

### Inlastning
All råolja till raffinaderiet importeras via råoljehamnen. Hamnen består av en kaj som årligen anlöps av runt 90 fartyg i VLCC-klass, 240-280 meter långa, som lastat olja i Primorsk (Ryssland) eller Maasvlakte (Rotterdam, Nederländerna), med ursprung från Novorossiysk vid Svarta havet. Även ULCC-tankers med en längd av 330 meter anlöper råoljekajen vid enstaka tillfällen. Olja från Nordsjön och Norska havet importeras mycket lite eftersom den har ett högre pris än den ryska oljan. Vattendjupet vid kajen är ca 28 meter.
Råoljan kan lossas från fartygen med en hastighet av upp till 18 000 m³/timme (motsvarande en kub med 26,2 meter sidor) via två ledningar som leder ner i råoljebergrummen.

### Råoljelagring
När råoljan kommer ifrån tankbåtar i oljehamnen pumpas den först till fyra bergrum. Varje bergrum rymmer 200 000 m³ olja. I närheten av raffinaderiet finns tre stora bergrum för råolja som köptes när staten avvecklade sina beredskapslager. De tre tankarna rymmer totalt 2,3 miljoner m³, men används idag (2009) bara till 20 %.

### Processering

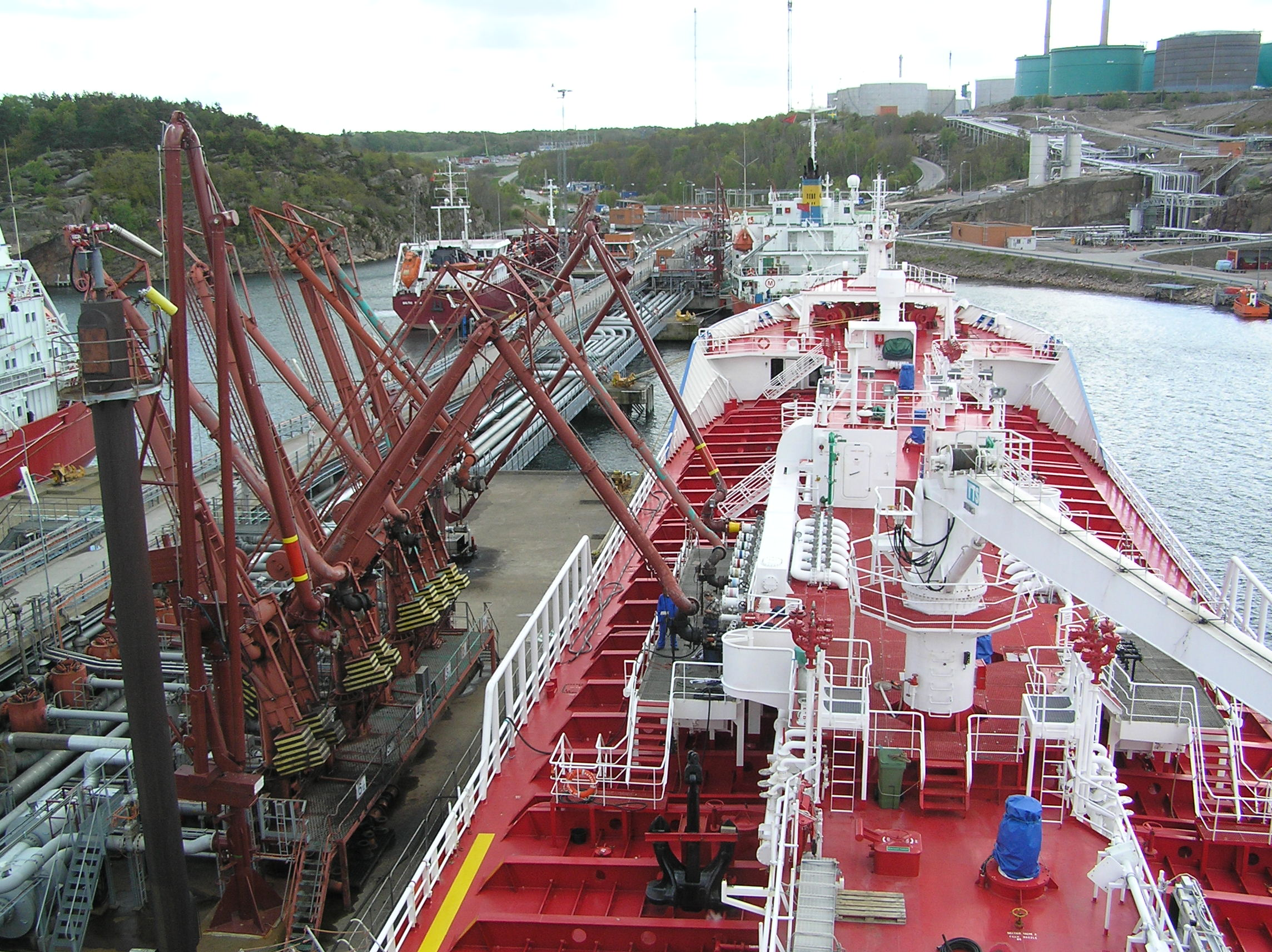
Tankfartyg lastar på kaj 3 i produkthamnen.

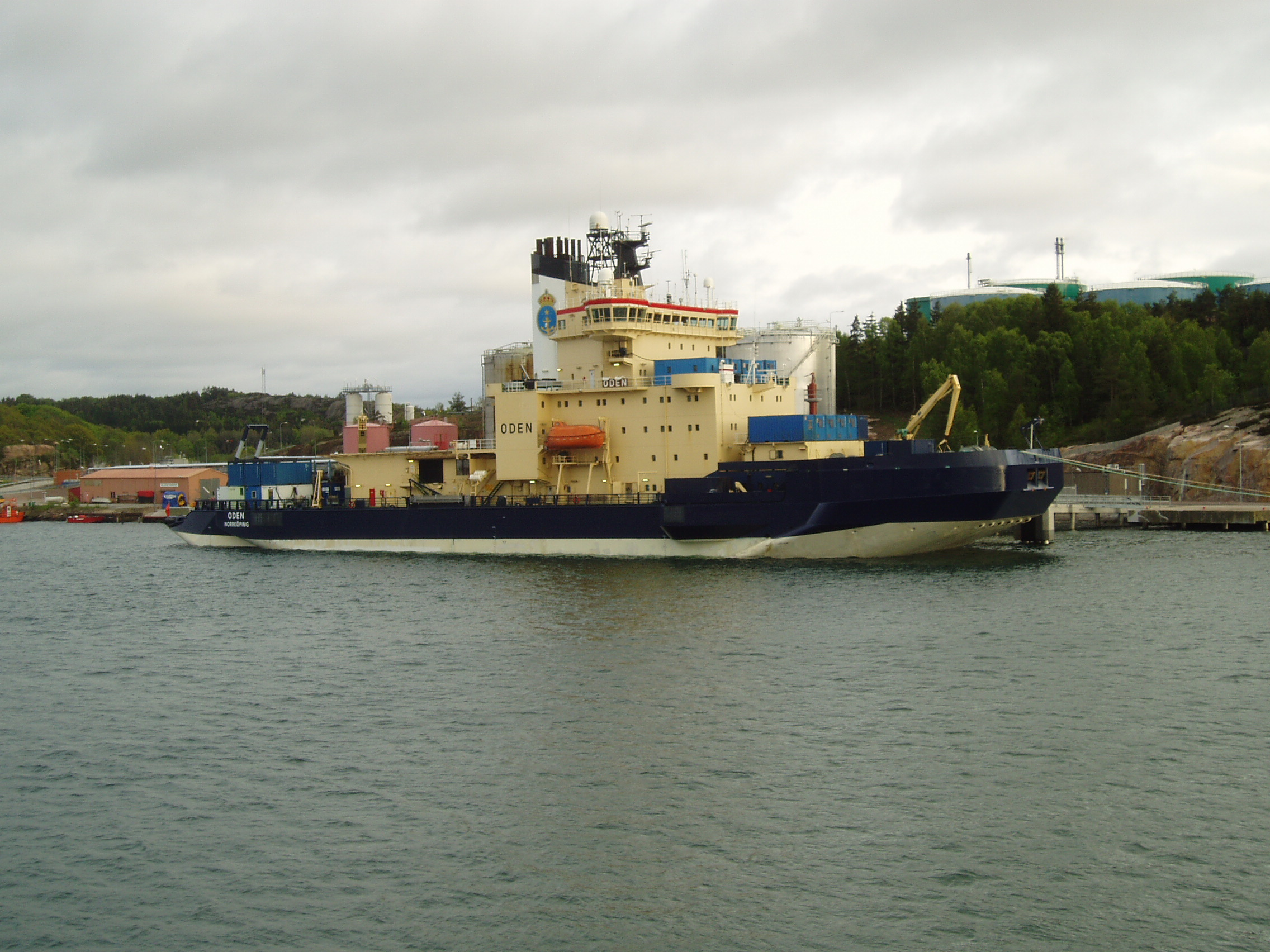
Isbrytaren Oden bunkrar på kaj 5.

Först fraktioneras råoljan i råolje- och vakuumestillationstorn för att sedan avsvavlas. Därefter tas de olika fraktionerna om hand för vidare bearbetning i de olika uppgraderingsanläggningarna, såsom visbreakern, den katalytiska krackern och en mild hydrokracker. Därefter blandas de olika framställda komponenterna till en mängd olika produkter som lastas ut.

### Utlastning
99,5 procent av de färdiga produkterna skeppas ut med fartyg via produktkajerna. Produkthamnen ligger längre in i Brofjorden och består av fem stycken kajplatser. Produkthamnen anlöps årligen av omkring 1 700 fartyg, cirka fem per dag. Förutom utskeppning via produkthamnen lastas en mindre mängd diesel ut till närområdet med tankbilar. Produkter som lastas för utskeppning är gasol, diesel, bensin, gasolja, brännolja, bitumen och återstoder från destilleringen. Bitumen, i folkmun benämnd asfalt, måste vara varm för att vara i flytande tillstånd, därför kan även varm bitumen lastas i specialbyggda bitumenfartyg med egen värmning. Utskeppning med fartyg går till depåer längs Sveriges kust, varifrån produkterna vanligen går vidare med tankbilar. Det finns inget byggt för järnvägstransport, trots att man kunnat bygga pipeline till Lysekilsbanan som ligger 5 kilometer från Preemraff.

### Godsomsättning
Mätt i godsomsättning är Preemraff Lysekils hamnar i Brofjorden Sveriges näst största hamnanläggning efter Göteborgs hamn och även landets största privat ägda hamn.
| 2000   | 2001   | 2002   | 2003   | 2004   | 2005   | 2006   | 2007   | 2008   | 2009   |
| ------ | ------ | ------ | ------ | ------ | ------ | ------ | ------ | ------ | ------ |
| 19 302 | 17 790 | 15 966 | 19 440 | 19 055 | 19 221 | 18 591 | 17 347 | 20 035 | 19 893 |

## Preemraff Lysekil i siffror
- Antal fast anställda: ca 600 personer[32]
- Inlastningskajer: 1 st
- Utlastningskajer: 5 st
- Lagringskapacitet:
  - Råolja: 1 360 000 m³
  - Halvfabrikat/Färdiga produkter: 937 000 m³

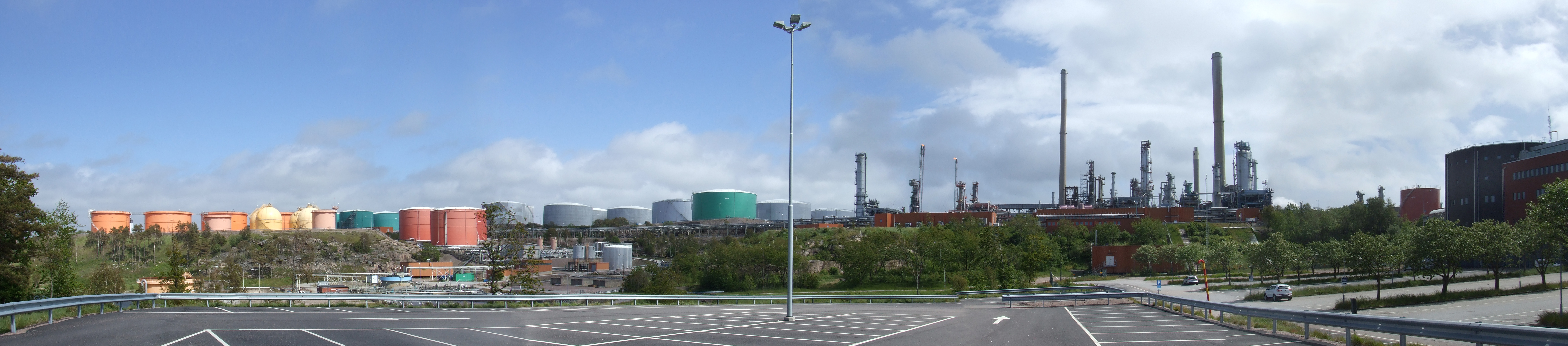
Panorama över Preemraff Lysekil.

  - Gas: 34 000 m³
- Elförbrukning: 45 MW
- Styrluftskompressorer: 5 st
- Ångpannor: 3 st
- Facklor: 3 st
- Brandstationer: 1 st